# 三桃食品
三桃食品株式会社（みつももしょくひん）は、静岡県焼津市に本社を置いていた、中華系惣菜（餃子、饅頭、焼売）を中心とする食料品の製造販売を主としていた企業。

## 会社概要
1965年に創業、1968年設立。中華系食料品の製造販売を専業としており、特に餃子に力を入れていた。以前同社から発売されていた「桃ちゃんパオズ」は東海・関西圏でテレビCMが放送されていたこともある。
しかし、2010年代に入って個人消費の低迷、価格競争により同社の売上高は減少に転じ、不良在庫の処理問題などで赤字経営に陥った。さらに、2014年9月に関連会社であった三桃食品四国工場が破産手続開始決定を受けたことから信用不安が表面化した。そして2014年11月20日付で事業を停止して破産手続開始申立準備に入り、2015年4月13日に静岡地方裁判所から破産手続開始決定を受けた。負債総額は14億9800万円。2016年12月21日に法人格が消滅した。
「桃ちゃん」ブランドは、三桃食品の破産手続開始決定後も関連会社であった三桃食品東北工場と三桃食品九州工場が継続使用していたが、三桃食品九州工場は2016年11月に「桃ちゃん」ブランドの使用を取りやめた。三桃食品東北工場はシンセイ食品への事業譲渡まで「桃ちゃん」ブランドを使用していたが、三桃食品東北工場の事業を譲受したシンセイ食品は「桃ちゃん」ブランドを使用していない。

## かつての関連会社
三桃食品株式会社○○工場と冠していたが、独立した企業であった。
- 三桃食品株式会社東北工場（山形県米沢市） - 三桃食品本体の破産手続開始・法人格消滅後も業務を継続していた。2019年2月15日に山形地方裁判所米沢支部に民事再生法適用を申請したが[5]、同年8月15日に破産手続開始決定[6][7]。2022年1月25日に法人格消滅。事業は株式会社シンセイ食品へ譲渡。
- 三桃食品株式会社四国工場（愛媛県松山市） - 2014年2月28日に事業を停止。同年9月26日に松山地方裁判所から破産手続開始決定[8][9]。
- 三桃食品株式会社九州工場（福岡県久留米市） - 三桃食品本体の破産手続開始・法人格消滅後も業務を継続。2020年6月にヒライの子会社化。